# Национално знаме на Антигуа и Барбуда
Националното знаме на Антигуа и Барбуда е прието на 27 февруари 1967 година. Съставено е от два червени триъгълника вляво и дясно. Между тях се намират три ленти в черно, синьо и бяло. В черната е изобразено златисто слънце с 9 лъча. То символизира новата ера в историята на Антигуа и Барбуда, черния цвят обозначава африканския произход на народа, синьото символизира надежда, а червеното енергията на народа. Цветовете са подредени така, че жълтото, синьото и бялото да символизират слънце, море и пясък.